# ماکوتو کانکو (ورزشکار)
ماکوتو کانکو (انگلیسی: Makoto Kaneko؛ زادهٔ ۸ نوامبر ۱۹۷۵) بازیکن بیس‌بال اهل ژاپن است.
وی در مسابقات کشوری و بین‌المللی در مجموع برندهٔ ۱ مدال برنز شده‌است.